# Ramachandra Tondaiman
Ramachandra Tondaiman (Pudukkottai, 20 ottobre 1829 – Pudukkottai, 15 aprile 1886) fu Raja di Pudukkottai dal 1839 al 1886.

## Biografia

### I primi anni
Ramachandra Tondaiman nacque a Pudukkottai il 20 ottobre 1829 da Raghunatha Tondaiman, il raja di Pudukkottai e dalla sua seconda moglie, Rani Kamalambal Ayi Sahib. Venne educato privatamente ed ascese al trono all'età di nove anni dopo la morte del padre sotto la reggenza di un agente politico nominato dal governo inglese.

### Il regno
Poco dopo la sua ascesa, Ramachandra ottenne il trattamento di "Eccellenza" da parte del governo britannico. Nel 1844, Ramachandra, formalmente assunse il controllo del governo autonomamente.
L'amministrazione di Ramachandra venne segnata da una certa stravaganza e da problematiche di tipo finanziario. Venne punito per la sua mala amministrazione dal governo britannico che per ben due volte gli revocò il trattamento di "Eccellenza" nel 1859 e nel 1873. Nel 1878, su consiglio di Sir T. Madhava Rao, il governo di Madras nominò A. Seshayya Sastri, già Diwan di Travancore, al ruolo di Diwan di Pudukkottai. Sastri riformò l'amministrazione dello stato e ricostruì la città di Pudukkottai secondo i più moderni principi, costruendovi il primo ufficio di poste e telegrafi nel 1884. Sempre su suggerimento di Sastri, Ramachandra rinnovò molti templi indù nel proprio stato. Nel 1881, Ramachandra ufficialmente adottò il titolo ereditario di "Brihadambadas" col consenso di Sastri.
Ramachandra ottenne il titolo di "Altezza" il 16 maggio 1884 assieme al saluto onorifico a 11 salve di cannone. Nel 1875 ottenne la medaglia del principe di Galles e nel 1877 quella della regina Vittoria come imperatrice d'India.

### Matrimonio e ultimi anni

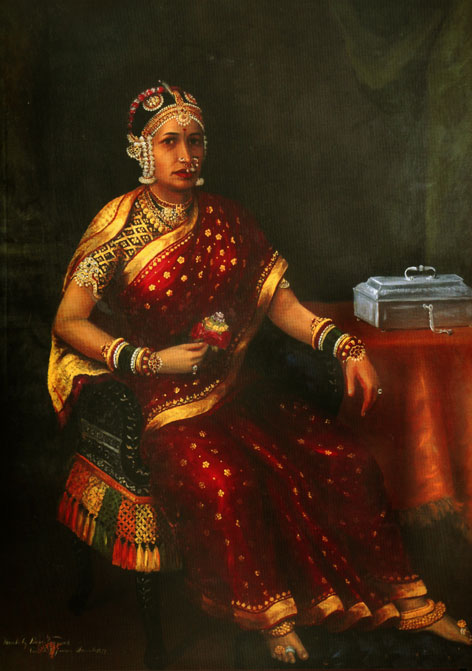
HH Subbamma Bai Sahib Rani of Pudukottai, consorte di Ramachandra Tondaiman

Ramachandra Tondaiman sposò Rani Brihadambal Rajammani Bayi Sahib il 13 giugno 1845. La coppia ebbe due figlie.
- Kamalambal Rajammani Bayi Sahib (m. 24 gennaio 1903)
- Mangalambal Rajammani Bayi Sahib (m. 1873)

Ramachandra si risposò quindi con Janaki Subbammal, figlia primogenita dello zamindar di Neduvasal, il 31 agosto 1848. La coppia ebbe un figlio e una figlia:
- Sivarama Raghunatha Tondaiman (m. 1867)
- Brihadambal Rajammani Bayi Sahib (1852–1903)

Dal momento che Sivarama Raghunatha Tondaiman, l'unico figlio maschio di Ramachandra Tondaiman lo aveva preceduto nella morte, Ramachandra adottò Martanda Bhairava Tondaiman, figlio di sua figlia Brihadambal, e lo designò principe ereditario.